# Мартеница
Мартеница или мартинка (буг. мартеница; мкд. мартинка; рум. mărțișor, mărțișorul) је украс од беле и црвене вуне који се прави и поклања у славу доласка пролећа. Овај обичај распрострањен је у Северној Македонији, Бугарској, Румунији и Молдавији. Овај украс најчешће се носи на руци или на одећи, а црвена и бела боја симболизују здравље, срећу и дуг живот. У сеоским срединама мартеницама се украшавају гране воћака, како би година била што роднија, а често се украс ставља и на домаће животиње. Обичај је везан за митску личност Баба Марту, која симболизује ћудљиви месец март и смену зиме и пролећа. Зато се украси стављају 1. марта и носе се најчешће до 22. марта, односно празника 40 мученика и почетка пролећа. У Бугарској се 1. март слави и као празник Баба Марта.
Традиција ношења мартеница одржала се до данас у Бугарској и Северној Македонији, али и међу бугарском националном мањином у околним земљама (Егејска Македонија у Грчкој, јужна Србија). Румуни имају сличан, али не и идентичан обичај везан за 1. март, празник Марцишор, односно марцишорул (украс). Да ли су и како ова два празника у вези и даље је предмет расправе међу етнолозима.
Ношење мартенице је древна паганска традиција и Македонска православна црква је, као такву, са обичајима везаним за празноверје, не подржава.
Обичаји везани за прославу 1. марта у Бугарској, Северној Македонији, Румунији и Молдавији уврштени су 2012. године на Унескову листу нематеријалног културног наслеђа човечанства, као „културни догађаји повезани са прославом 1. марта”.

## Порекло и традиција
Традиција се односи на древну историју паганског Балканског полуострва и на све пољопривредне култове природе. Неке од специфичности ритуала, а посебно везивање белог и црвеног вуненог конца, резултат су вишевековне традиције и вероватно су трачког (палео-балканског), хеленског или чак римског порекла.
Украс мартеница традиционално се носи у Бугарској и Северној Македонији, али и у појединим деловима Јужне Србије, где живе припадници бугарске националне мањине.
Сличан обичај је присутан и у Румунији, мада у нешто измењеном облику. Тамо се мартеница назива марцишор и носе је само жене, а у северној Грчкој (Егејска Македонија) носе је само деца, као наруквицу од увијене беле и црвене нити. Обичај је сачуван и у јужним деловима Молдавије, где живи око 90.000 етничких Бугара.

## Легенда
Према легенди, прву мартеницу направила је Ахинора, супруга кана Аспаруха, у другој половини 7. века, када је Аспарух прешао Дунав и открио Бугарима земље око Балкана. Ахинора је дуго чекала свог љубавника и коначно везала уплетену белу нит на ногу ластавице и пустила је да му пренесе ту поруку здравља и љубави. Птица је дуго путовала, па јој је током лета нит повредила ногу и крв се сливала низ белу нит, бојивши је у црвено. На крају је пронашла кана и првог дана месеца марта слетела код њега.

## Симболика
Мартенице се најчешће праве од црвених и белих вунених нити, често у облику мушкарца и жене који се зову „Пижо” и „Пенда”, а некада су нити једноставно уплетене у трачице које се носе око руке. У Бугарској, риликом израде мартенице, нити морају бити увијене улево. Некада се мартеницама додају и нити других боја, али црвена и бела преовладавају, а може да буде украшена и разним амајлијама, попут змијских зуба, пужеве љуске за здравље и снагу, перли против урока, чешња белог лука за заштиту од злих демона или златног новчића за благостање.
- Црвена боја симболизује, према различитим народним веровањима, има моћ сунца, даје здравље и виталност било ком створењу, штити од болести. У бугарској традицији такође је и симбол љубави, победе, живота и храбрости, светлост излазећег и залазећег сунца.
- Бела боја симболизује белину снега, чистоћу, невиност, радост, лепоту и чини живот дужим.[8]

## Мартенице и Баба Марта
Корени мита о Баба Марти залазе веома дубоко у историју. Март је био месец када су мушкарци, после зимске паузе, често кретали у војне походе, а жене, несрећне и уплашене, за своје мужеве правиле мале вунене фигуре као амајлије против злих духова. Луткице су уједно имале задатак да умилостиве Баба Марту како не би често мењала расположење, односно призову лепо време.
Према народном веровању, митски лик Баба Марте персонификује рано пролеће. Март се иначе сматра непредвидивим месецом када је време у питању, јер се брзо мења, па један дан може бити хладан, чак са снегом, а други сунчан и топао. Баба Марта је стара и уморна дама, због чега носи гвоздени штап. По темпераменту се описује као веома ћудљива, па тако: када се смеши сија сунце, а када је љута наступа хладно време (баш онако како је и месец март често ћудљив). Циљ већине ритуала је да Баба Марту учине срећном и милосрдном.
Такође постоји веровање да Баба Марта посећује само чисте и уредне домове. Због тога људи крајем фебруара темељно чисте куће. Симболично, ово је пролећно чишћење од свих лоших, старих и неплодних ствари из прошле године. Баба Марта такође има и посебне захтеве од људи које ће срести првог дана марта. Она тада воли да сретне младе девојке и жене, што је значило да ће време бити топло и лепо. Зато је постојао обичај да тога дана стари људи рано ујутро не излазе из кућа, да је не би наљутили. Баба Марта је такође, према веровању, срећна када види мартенице, па се зато људи, куће, домаће животиње и воћке ките овим украсом - како би се она насмешила, а време било сунчано и топло.

## Обичаји везани за мартеницу
Обичаји везани за мартенице унеколико се разликују од региона до региона, али су у основи слични. По обичају, мартеница се прави од белих и црвених вунених нити, па на тај начин означава белину снега који одлази са зимом и топле црвене сунчеве зраке који најављују долазак пролећа.

### Данашњи обичаји
Сваког 1. марта мартенице се праве или купују, за себе или се поклањају драгим људима. Њима се украшавају људи, улазна врата, дрвеће и животиње, ради здравља, успеха, родне године... Носе се током месеца марта, али ту се обичаји доста разликују. Негде их носе до празника Светих 40 мученика, а негде до Благовести. Према другој традицији, мартеница се ставља 14. марта.
Према другим веровањима, мартеницу треба носити све док особа не види роду, кукавицу или дрво у цвату. Рода се сматра весником пролећа и доказом да је Баба Марта у добром расположењу и пред одласком, односно да пролеће коначно смењује зиму.
Данас је такође распрострањен и обичај да се за скидање мартенице одабере један дан између 1. и 22. марта. Зависно од тога какав ће бити тај дан таква ће бити и цела година (ако је сунчан дан година ће бити успешна, а ако је време ружно цела година ће бити таква).
Различити су обичаји и о томе шта урадити са мартеницом када се скине. Према једном веровању, када се види прво процветало треба је одвезати и закачити за њега. Према другом, треба је скинути када се угледа прва ласта и ставити је испод првог белог камена. Ако се после месец дана испод камена нађу мрави, година ће бити пуна среће. У Бугарској се уклања када се види прва рода, окачи се о дрво и зажели жеља.
Некада су мартенице носиле само младе жене и деца. Носиле су се на свим деловима тела, укључујући врат и ноге, а понекад је то било повезано и са социјалним статусом. На пример, младе неудате девојке носиле су своје мартенице на левој страни одеће, неожењени младићи су их везивали на мали прст леве руке, а ожењени мушкарци стављали су их у десну чарапу. Данас носе се обично носе на реверу или као наруквице, везане око ручног зглоба, а многи носе и више од једне мартенице.
У давним временима матеница је била прихваћена као амајлија за заштиту од злих духова. У данашње време ова функција је готово заборављена, па она симболизује долазак пролећа. Ипак, Бугари и даље верују да украшавање мартеницом штити од злих сила и доноси дуговечност.

### Специфични обичаји различитих региона
У бугарском граду Разграду постоји обичај да ујутру, при изласку сунца, свака домаћица баци црвену крпу на неку воћку у врту или на рогове стоке, како би „насмејала Баба Марту“.
У области око Хаскова обичај је да бака има задатак да рано пре зоре децу из породице окити мартеницама. Зато се тог јутра она одева тако да јој сви горњи делови одеће буду црвене боје. Отуда потиче и популарно веровање да је Баба Марта долази људима и усевима одевена у црвену хаљину, са црвеном марамом и у црвеним чарапама.
У различитим деловима Бугарске мартенице могу бити и других боја. На пример, у Родопима су разнобојне, а у Софијској и Мелничкој области могу бити плаво-црвене.
Према једном од веровања у Македонији, мартеница, односно мартинка се никада не купује за себе, већ се увек прима на поклон, односно поклања најмилијима и пријатељима.
У неким деловима Македоније мартеницом се украшава лонац у којем се кува прво млеко на Ђурђевдан, а такође се на Ивањдан повезују биљке.

## Културолошки значај
Постоје многе варијанте ове традиције која симболизује пролеће и представља радосни догађај, посебно деци. Симбол је новог живота, зачећа, плодности и пре свега новог живота. Боје симболизују чистоћу и хармонију живота. У овим обичајима учествују сви чланови заједница у којима се практикују, без обзира на њихову старост, што доприноси социјалној кохезији, међугенерацијској размени и интеракцији са природом, негујући различитост и креативност. Обичај се данас најчешће преноси путем неформалног образовања. У руралним подручјима најчешће кроз генерације женских чланова породице, док у урбаним срединама, осим у кругу породице, такође и шегрти уче од мајстора занатлија. У новије време различите институције културе, попут етнографских музеја, организују радионице израде мартеница и друге културне пројекте у циљу очувања ове лепе традиције.